# Hraběcí Huť
Hraběcí Huť je samota, část obce Kvilda v okrese Prachatice v Jihočeském kraji. Nachází se asi půl kilometru jižně od Kvildy. Hraběcí Huť leží v katastrálním území Kvilda o výměře 31,32 km².

## Historie

### Léta 1794 až 1810
První písemné zmínky o původní sklárně pocházejí z roku 1794 z doby Malovců – majitelů zdíkovského panství. Na přelomu 18. a 19. století byla na pravém břehu Teplé Vltavy (v místech, kde už stála tzv. „flusárna“, jak byla označována výrobna potaše - jedné ze surovin potřebných při výrobě skla) založena majiteli zdíkovského panství sklářská huť. Místo se, dle soupisu obyvatel z roku 1802, označovalo jako „Neue Hütte – Graffen Hütte“. V roce 1802 tu bylo evidováno šest dospělých a sedm dětí. Provoz sklářské hutě vedl pětatřicetiletý sklářský mistr Simon Gattermayer. Huť produkovala broušené zrcadlové sklo a také duté sklo. Podle soupisu obyvatel z roku 1803 byl uváděn název lokality jako „Graffenhütte am der Moldau“ (Hraběcí Huť nad Vltavou). Huť se roku 1803 dostala do vlastnictví nového majitele panství: českého podnikatele, velkostatkáře, mecenáše a dobrodince – svobodného pána z Wimmeru, plukovníka císařské armády Jakuba barona Wimmera. Asi v této době si huť pronajal Engelhard Enz a provozoval ji pod jménem Aussergefildglasshütte (německá složenina slov: Aussergefild + glass + hütte s pravděpodobným českým významem: Kvildská sklářská huť). Tato sklářská huť byla vyhašena nejspíše již v roce 1810.

### Léta 1870 až 1880
Provoz sklářské huti byl obnoven v polovině 19. století. Mezi léty 1870 až 1871 byla na rok výroba skla přerušena. V roce 1871 došlo ke kalamitě, která výrazně srazila dolů cenu dřeva. Výroba byla znovu spuštěna v roce 1871 Johannem Kralikem. Johann Kralik byl jedním ze synů Wilhelma Kralika, pokračovatele významného sklářského podniku rodu Meyrů. Huť byla provozována pod značkou Meyr‘s Neffe. (Johann Kralik spolu se svým bratrem Heinrichem Kralikem spravovali pod značkou Wilhelm Kralik Sohn také sklárny v Lenoře a Arnoštově.) Na obnovení chodu sklárny Hraběcí Huť se účastnili také obchodníci Michal Roth a Josef Strunz. Po roce 1875 ji dokonce Josef Strunz sám řídil. V té době se produkce huti soustředila hlavně na výrobu tabulového skla.

### Léta 1880 až 1889
V roce 1880 přešla huť z vedení Josefa Strunzeho pod firmu Johann Lötz Witwe z Klášterského Mlýna (Klostermühle). Majitelem této firmy byl sklářský podnikatel – rytíř Max von Spaun mladší (1856–1909), který působil i v Čechách, například právě i v Klášterském Mlýně. (Max von Spaun mladší byl synem rakouského politika německé národnosti Maxe von Spauna, který vykonával ve 2. polovině 19. století funkci poslance Říšské rady.) Firma Johann Lötz Witwe později získala celoevropskou proslulost díky produkci mimořádně zdařilého secesního skla. Výroba tabulového skla v Hraběcí huti byla rozšířena o výrobu dutého skla. Na konci 80. let 19. století sklářská historie Hraběcí Huti skončila. V závěru svého fungování se Hraběcí Huť potýkala s nejrůznějšími existenčními problémy. Poté, co v roce 1888 došlo k ukončení platnosti nájemní smlouvy, byl provoz sklářské huti nadobro zastaven. Po velkém požáru Kvildy v roce 1889 bylo stavební dřevo z budovy sklárny použito na výstavbu provizorní kaple.

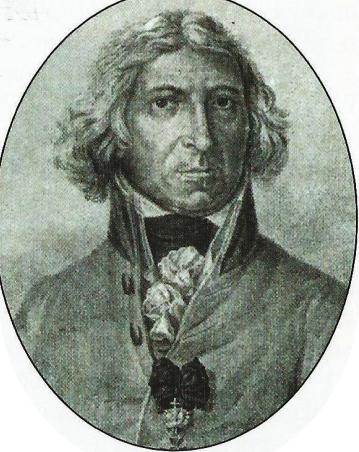
Jakub Wimmer, svobodný pán z Wimmeru (jeden z majitelů hutě)
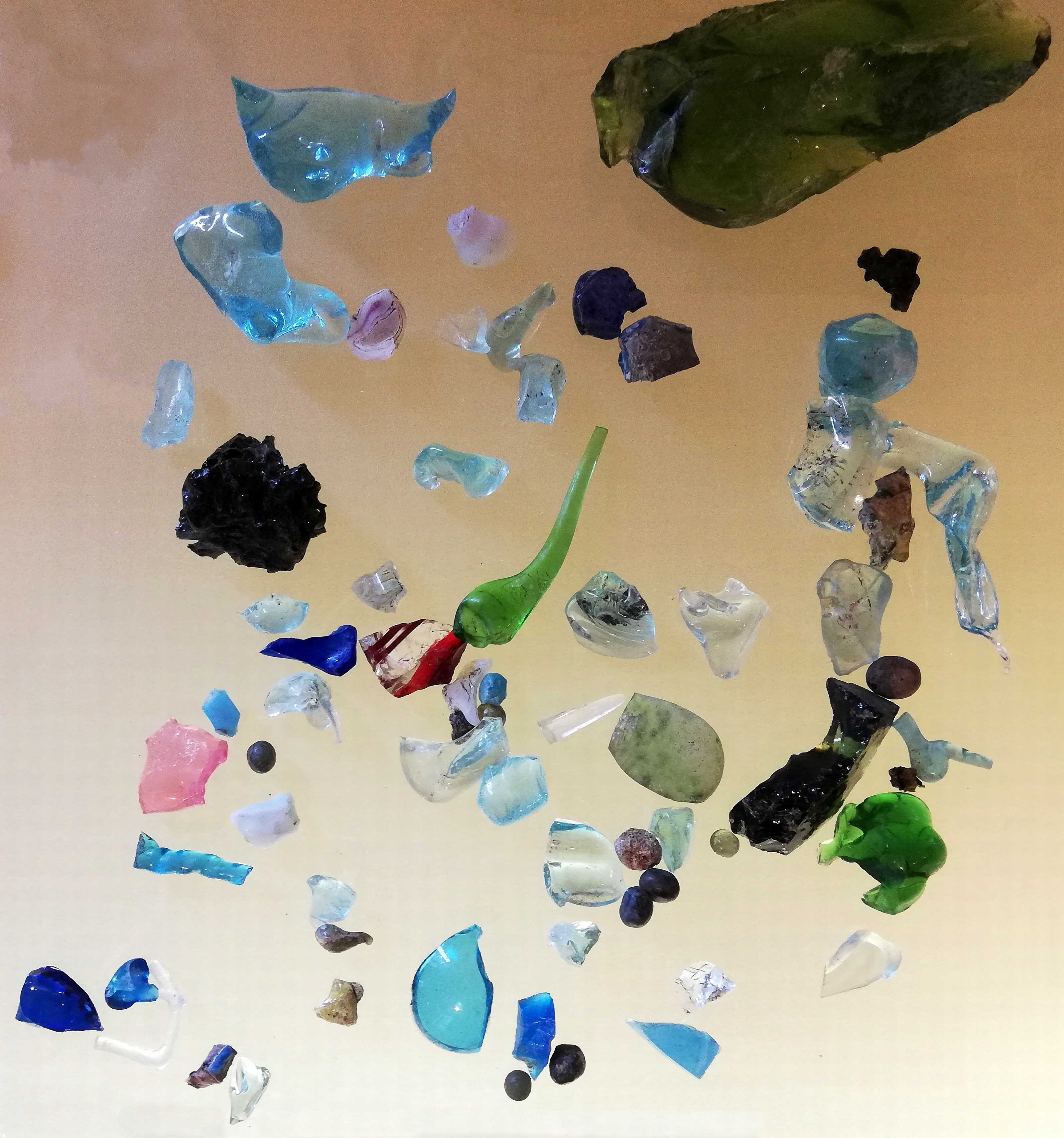
Odstřihy skla nalezené na místě zaniklé hutě
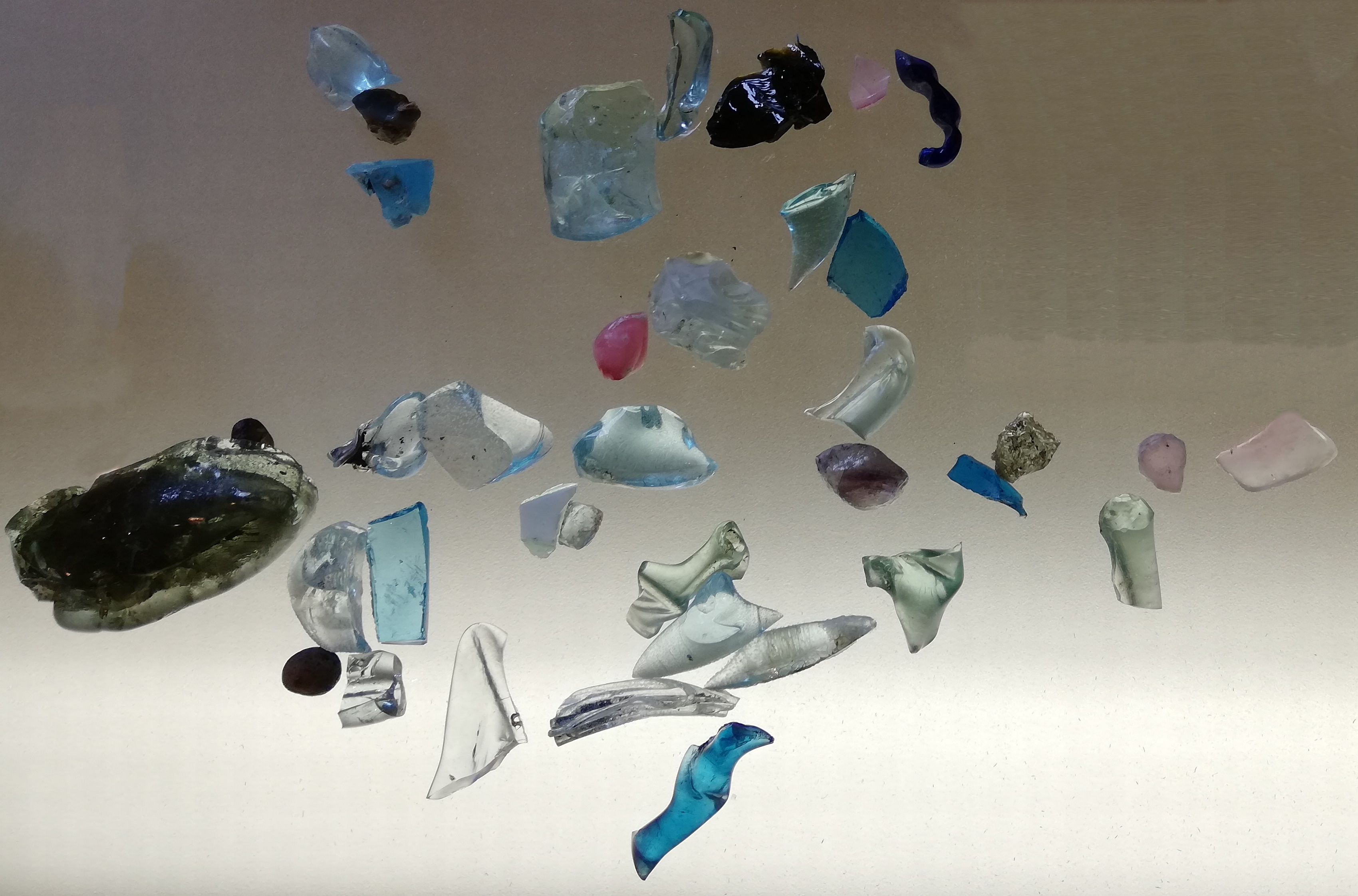
Odstřihy skla nalezené na místě zaniklé hutě

### Okolí sklárny
Kolem sklářské huti (podél cesty směrem k pramenům Vltavy) stálo několik dalších domů:
- Přímo před sklářskou hutí stála vlevo od cesty (při cestě na Kvildu) panská hájovna.[4] [p 1]
- Také zde pracoval velký hamr[3] a
- pila.[4][3]

Tyto domy byly po roce 1945 zbourány. Z původní zástavby se tak dochoval jediný dům. Zbytky (pozůstatky) obvodového zdiva sklárny byly zavezeny, pouze u pahorků vpravo nad cestou bylo možno nalézat úlomky pánví a skloviny.

### Současnost
Hraběcí Huť vznikla k 20. říjnu 2000 jako část obce Kvilda v okrese Prachatice.

Hraběcí Huť (fotogalerie)
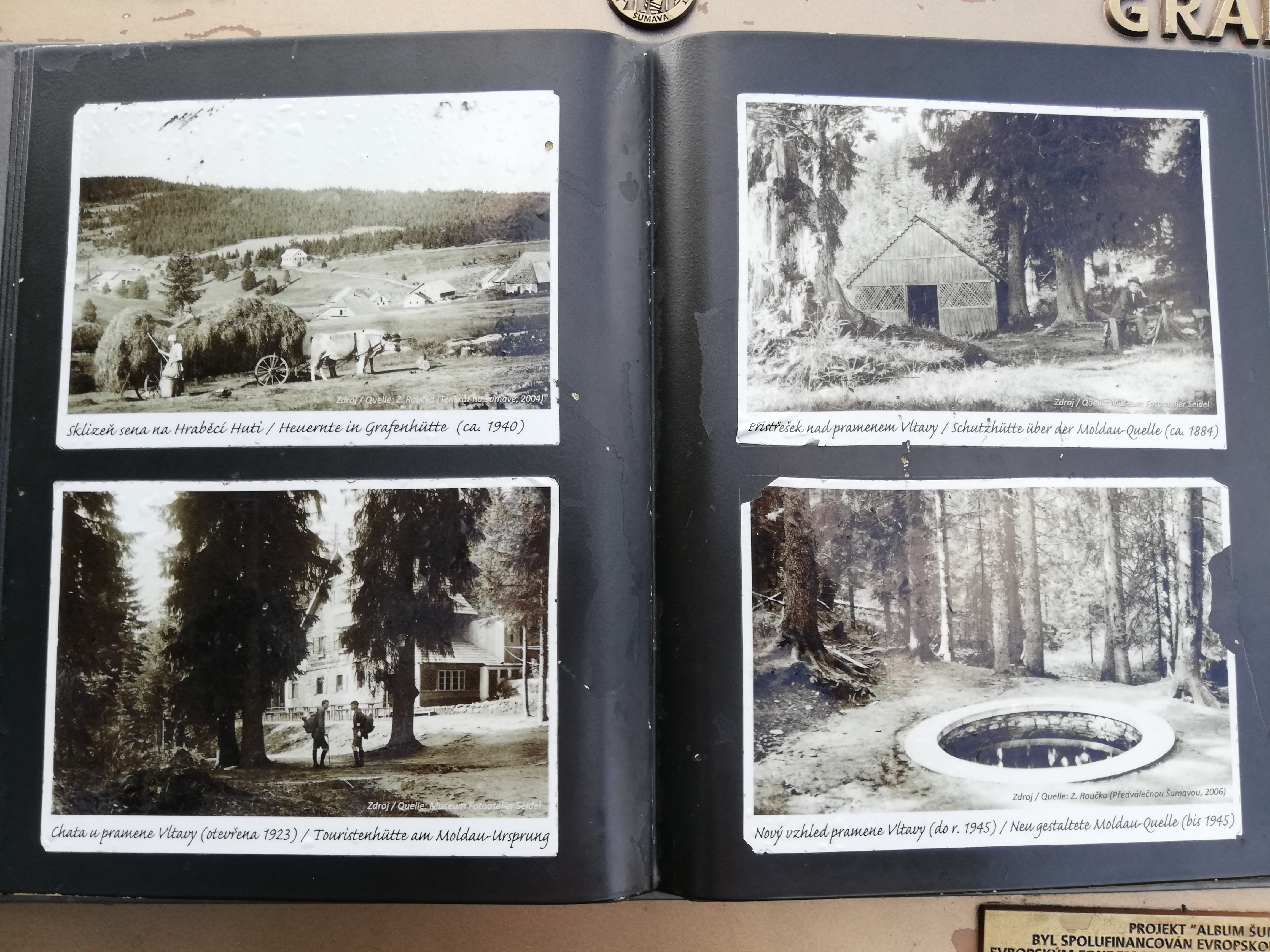
Detail informační tabule „Hraběcí Huť“
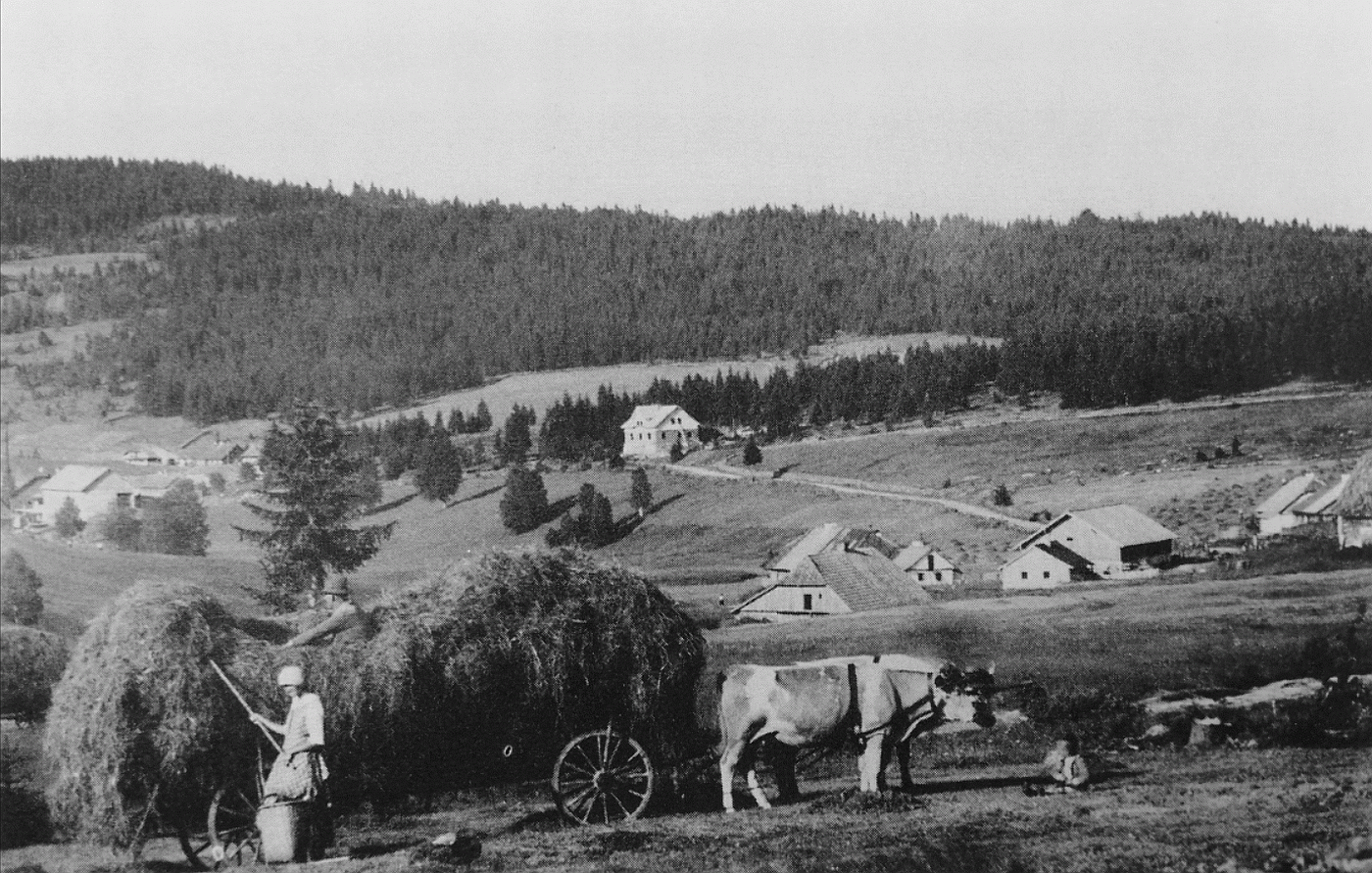
Sklizeň sena na Hraběcí Huti (kolem roku 1940)
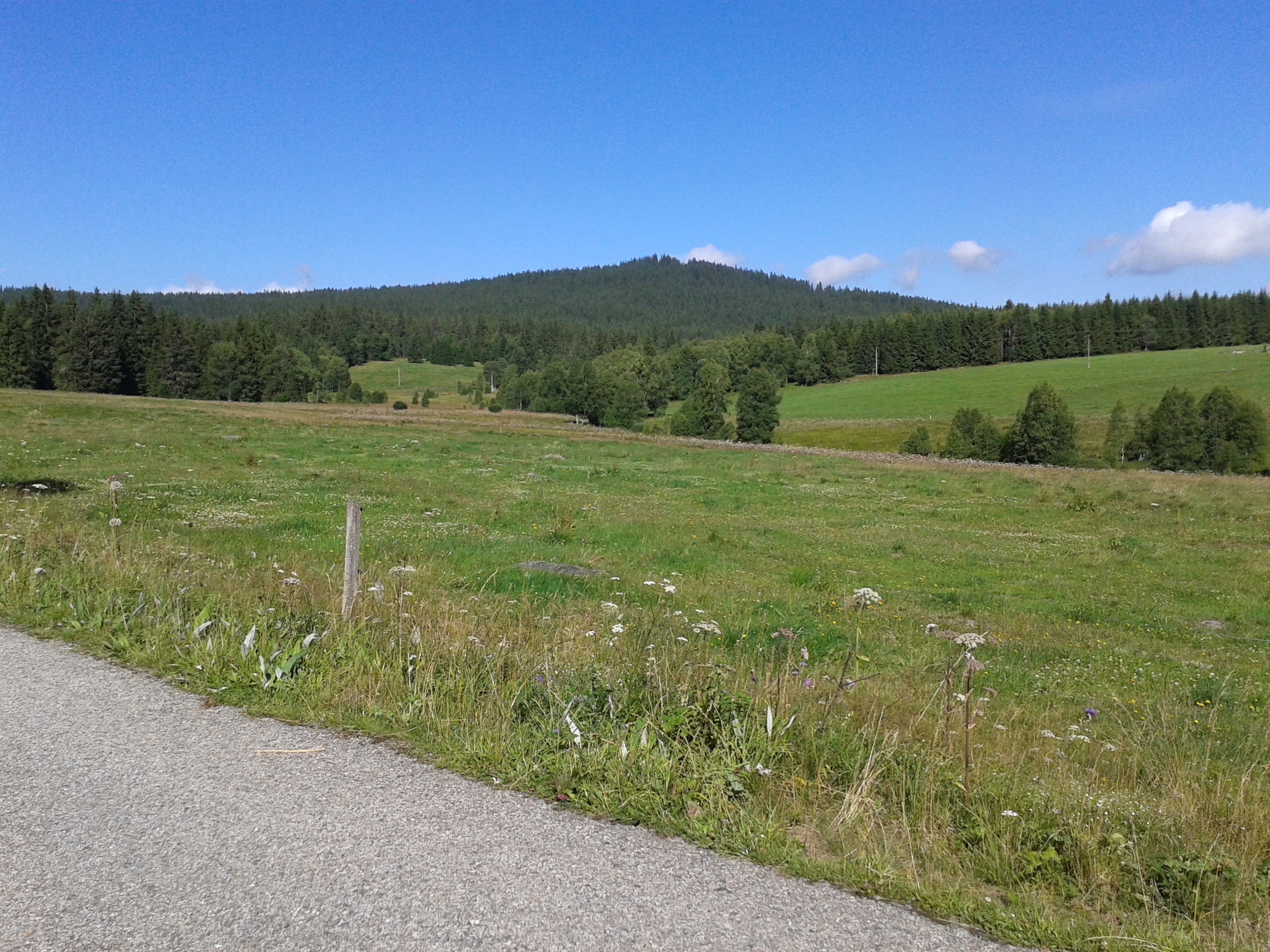
Pohled na horu Tetřev od Hraběcí Huti
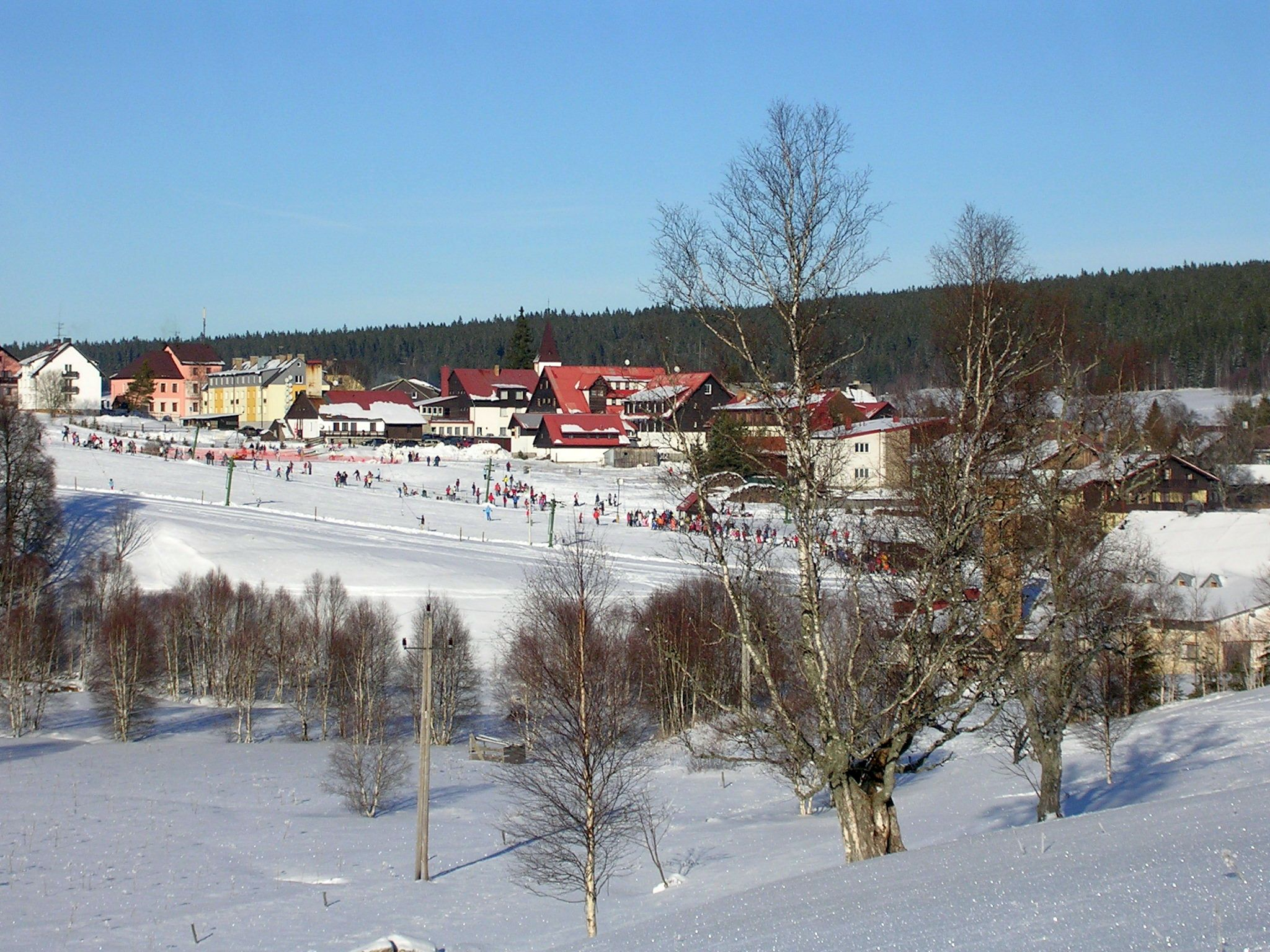
Pohled na sjezdovky na Kvildě od Hraběcí Huti
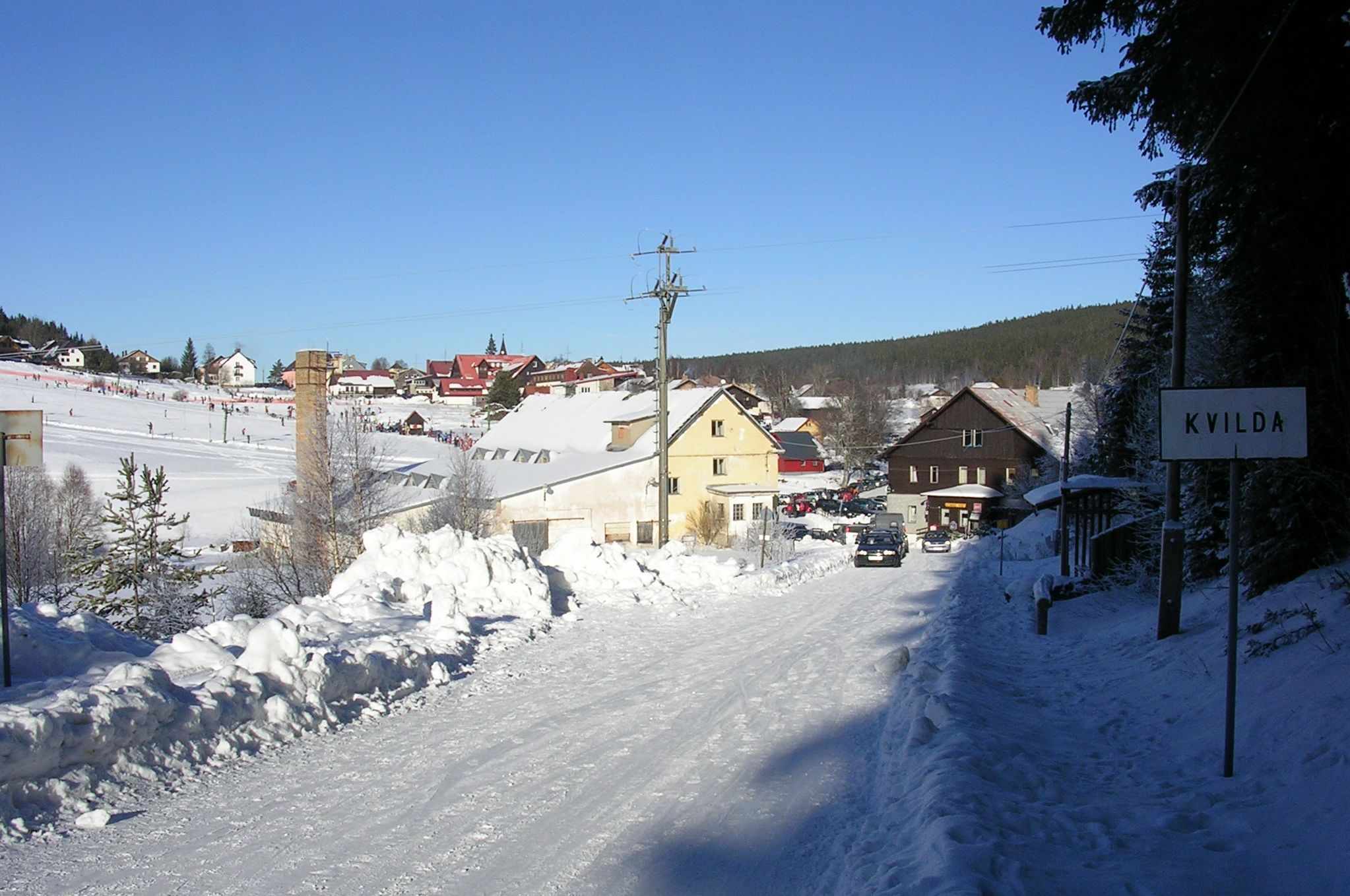
Pohled na Kvildu od Hraběcí Huti

## Obyvatelstvo
| Rok            | 1869 | 1880 | 1890 | 1900 | 1910 | 1921 | 1930 | 1950 | 1961 | 1970 | 1980 | 1991 | 2001 | 2011 | 2021 |
| -------------- | ---- | ---- | ---- | ---- | ---- | ---- | ---- | ---- | ---- | ---- | ---- | ---- | ---- | ---- | ---- |
| Počet obyvatel | 0    | 58   | 57   | 77   | 82   | 0    | 69   | 0    | 0    | 0    | 0    | 0    | 0    | 6    | 0    |
| Počet domů     | 0    | 5    | 7    | 7    | 9    | 8    | 10   | 0    | 0    | 0    | 0    | 0    | 4    | 7    | 3    |